# Ozarba densa
Ozarba densa är en fjärilsart som beskrevs av Walker 1865. Ozarba densa ingår i släktet Ozarba och familjen nattflyn. Inga underarter finns listade i Catalogue of Life.